# پیتر بارلو (بازیکن فوتبال)
پیتر بارلو (انگلیسی: Peter Barlow؛ زادهٔ ۹ ژانویهٔ ۱۹۵۰) بازیکن فوتبال اهل بریتانیا است.
از باشگاه‌هایی که در آن بازی کرده‌است می‌توان به باشگاه فوتبال وورکینگتون ای. اف. سی، باشگاه فوتبال نانت‌ویچ، باشگاه فوتبال کولچستر یونایتد، باشگاه فوتبال هارتل پول یونایتد، باشگاه فوتبال ویونهوئه تاون، باشگاه فوتبال چلمزفورد سیتی، باشگاه فوتبال هیبریج، و باشگاه فوتبال استافورد رانجرز اشاره کرد.